# Pronominaladverb
Ein Pronominaladverb, auch: Präpositionaladverb, ist in der Grammatik des Deutschen ein zusammengesetztes Wort, das aus einer Präposition besteht sowie einem Wortteil, der etwas Vorerwähntes wiederaufnimmt, zum Beispiel die Form dafür aus der Präposition für und einem pronominal funktionierenden Element da-. Das gesamte Wort wird in der deutschen Grammatik dann üblicherweise als Adverb eingestuft. Es bildet einen Untertyp einer größeren Gruppe von Adverbien mit Verweisfunktion, den sogenannten Pro-Adverbien. 
Von einigen Grammatikern werden die Pronominaladverbien auch als eine Art von Pronomen bezeichnet oder auch als Adverbialpronomen. Hierbei wird der Begriff Pronomen in einem weiteren Sinn verwendet, um alle Wörter mit verweisender Funktion zu bezeichnen. Die Pronominaladverbien gehören aber jedenfalls zu den nicht-flektierbaren Wörtern, im Gegensatz zur üblichen Bestimmung der Pronomen als Wörter mit nominalen Merkmalen.

## Wortstruktur der Pronominaladverbien
Pronominaladverbien sind Wörter, die als ersten Bestandteil (= erste Konstituente) eines der drei Adverbien „da“, „hier“ oder „wo“ enthalten und deren zweiter Bestandteil eine Präposition ist. Wegen dieser spezifischen Wortstruktur heißen sie auch Präpositionaladverb. Beispiele sind: dafür, hierfür, wofür; damit, hiermit, womit.
Wenn die Präposition mit einem Vokal beginnt, werden die Adverbien „da“ und „wo“ in ihrer ursprünglichen, heute sonst nicht mehr verwendeten Form „dar“ bzw. „wor“ gebraucht. Beispiele: darauf, darum, worin, worüber. Umgekehrt analog wird im südlichen Teil des deutschen Sprachgebiets (Süddeutschland, Schweiz, Österreich) vor einigen Präpositionen, die mit einem Konsonanten beginnen, das Adverb „hier“ manchmal in seiner heute antiquierten Form „hie“ verwendet: hiemit, hienach, hiezu.
Pronominaladverbien können nur mit den 19 folgenden Präpositionen gebildet werden:
- allen 9 dualen Präpositionen (Wechselpräpositionen): an, auf, in, hinter, neben, vor, über, unter, zwischen
- den folgenden kurzen und häufig verwendeten: aus, bei, durch, für, gegen, mit, nach, um, von, zu

So gibt es zwar das Wort „damit“, aber nicht das Wort „darohne“.
Weil in den Formen eine Präposition enthalten ist, ist ihre (traditionelle) Einstufung in die Kategorie der Adverbien umstritten. In der linguistischen Literatur werden sie auch teilweise mit den Präpositionen zusammengefasst, d. h. aufgrund der Gleichwertigkeit von für das und dafür als Präpositionalphrasen in einem einzigen Wort. (Die Ununterscheidbarkeit von Wort und Phrase ist dabei typisch für pronominale Elemente allgemein.) Siehe hierzu auch unter: Adverb #Adverb und Präposition.
In der Umgangssprache, insbesondere Nord- und Mitteldeutschlands, werden die Pronominaladverbien im Satz häufig getrennt: Da hab ich keine Ahnung von. Wo hast du das mit gemacht? Dieser Gebrauch findet sich auch im Niederländischen und ist dort standardsprachlich.

## Funktionen der Pronominaladverbien
Die Bezeichnung Pronominaladverb weist ebenso wie Pro-Adverb auf eine Funktion hin, die diese Wörter im Satz ausüben können: So wie Pronomen können sie auch Satzglieder im Satz vertreten und dabei deren grammatische Funktion übernehmen. Geht man von einem Satz wie „Mit diesem Hammer schlug er den Pfahl in die Erde“ aus, so hat das Satzglied „mit diesem Hammer“ die Funktion einer adverbialen Bestimmung. Dieses Satzglied kann nun, wenn der Hammer unmittelbar davor schon genannt wurde, durch das Pronominaladverb „damit“ ersetzt werden. Auch dieses ist ein Satzglied mit der gleichen adverbialen Funktion. Die Bezeichnung Pronominaladverb charakterisiert das Wort zugleich als Stellvertreter für einen längeren Ausdruck.
Pronominaladverbien können nicht in Bezug auf Personen, sondern nur in Bezug auf Sachen verwendet werden.
Bei Personen kann nur das Personalpronomen anstelle des Adverbs „da“ oder „hier“ und nur das Relativ- oder Fragepronomen anstelle von „wo“ verwendet werden, also z. B. mit ihm, zu ihr statt damit, dazu oder von wem statt wovon. Es heißt also, wenn eine Person gemeint ist, „ich kann mich an ihn/sie (nicht daran) erinnern“, und wenn eine Sache gemeint ist, „ich kann mich daran (nicht an es) erinnern“. Oder wenn eine Person gemeint ist: „an wen (nicht woran) denkst du?“ Die entsprechende Formulierung für eine Sache „an was denkst du?“ kommt in der gesprochenen Umgangssprache vor; formal korrekt ist hingegen „woran denkst du?“ Zwei Ausnahmen sind die Pronominaladverbien „davon“ und „darunter“; diese können auch in Bezug auf Personen gebraucht werden: „Ich sah zahlreiche Menschen, darunter (oder unter ihnen) einige Kinder“, „Er hatte viele Freunde; einer davon (oder von ihnen) besuchte ihn regelmäßig“.
Weitere Funktionen der Pronominaladverbien können sein:
- Attribut (sein Beitrag „dazu“)
- Einleitung von Nebensätzen (Sie kam früh, „worüber“ sich alle freuten.)
- Rückverweis im Text (= Anaphorik) (Er kam schnell. „Darüber“ freute sie sich sehr.)
- Vorverweis im Text (= Kataphorik) („Dazu“ musste es ja kommen: Schon wieder gab es heftige Auseinandersetzungen.)
- Verweis auf etwas in der Gesprächssituation (Jemand zeigt auf einen Gegenstand und sagt: „Damit“ sollst du arbeiten.) (siehe auch Objektdeixis)

## Liste der gebräuchlichsten Pronominaladverbien in der deutschen Sprache
| Präposition | Adverb da + Präposition | Adverb hier + Präposition | Adverb wo + Präposition |
| ----------- | ----------------------- | ------------------------- | ----------------------- |
| bei         | dabei                   | hierbei                   | wobei                   |
| durch       | dadurch                 | hierdurch                 | wodurch                 |
| für         | dafür                   | hierfür                   | wofür                   |
| gegen       | dagegen                 | hiergegen                 | wogegen                 |
| hinter      | dahinter                | hierhinter                | wohinter                |
| mit         | damit                   | hiermit                   | womit                   |
| nach        | danach                  | hiernach                  | wonach                  |
| neben       | daneben                 | hierneben                 | woneben                 |
| an          | daran                   | hieran                    | woran                   |
| auf         | darauf                  | hierauf                   | worauf                  |
| aus         | daraus                  | hieraus                   | woraus                  |
| in          | darin                   | hierin                    | worin                   |
| über        | darüber                 | hierüber                  | worüber                 |
| um          | darum                   | hierum                    | worum                   |
| unter       | darunter                | hierunter                 | worunter                |
| von         | davon                   | hiervon                   | wovon                   |
| vor         | davor                   | hiervor                   | wovor                   |
| zu          | dazu                    | hierzu                    | wozu                    |
| zwischen    | dazwischen              | hierzwischen              | wozwischen              |